# دیوید جولین هرش
دیوید جولین هرش (انگلیسی: David Julian Hirsh؛ زادهٔ ۲۶ اکتبر ۱۹۷۳) بازیگر، فیلم‌نامه‌نویس و تهیه‌کننده فیلم اهل کانادا و از تبار یهودیان لهستانی بازماندهٔ هولوکاست است. وی دانش‌آموختهٔ رشتهٔ جرم‌شناسی در دانشگاه تورنتو است از سال ۱۹۹۸ میلادی تاکنون مشغول فعالیت بوده‌است.
برخی از فیلم‌ها یا برنامه‌های تلویزیونی که وی در آن نقش داشته‌است، می‌توان به علف، نوئل، اعترافات یک ذهن خطرناک، منطقه مرده، سی‌اس‌آی: نیویورک و تماس اشاره کرد.